# Nestow
Nestow est un hameau (hamlet) du Comté de Westlock, situé dans la province canadienne d'Alberta.

## Démographie
En tant que localité désignée dans le recensement de 2011, Nestow a une population de 10 habitants dans 5 de ses 5 logements, soit une variation de -33.3% par rapport à la population de 2006. Avec une superficie de 0,059 8 km2, le hameau possède une densité de population de 167,224 1 hab/km2 en 2011.
Concernant le recensement de 2006, Nestow abritait 15 habitants dans 6 de ses 6 logements. Avec une superficie de 0,059 8 km2, le hameau possédait une densité de population de 250,8 hab/km2 en 2006.